# Гельфгат Гаррі Лазаревич
Гаррі Лазаревич Гельфгат (26 липня 1932, Харків — 25 листопада 2013, Тель-Авів) — радянський та український піаніст, педагог.

## Біографічні відомості
У 1950 закінчив Харківську музичну школу-десятирічку при Консерваторії.
В 1954 закінчив Харківську консерваторію (клас професора М. С. Хазановського).
Стажувався у Московському музично-педагогічному інституті ім. Гнєсіних у професора А. Л. Йохелеса.
В 1954—1956 — соліст Чернівецької філармонії.
Концертував містами СРСР, Чехії, США(Сіетл)
У 1956—1995 викладав у Харківській консерваторії — Інституті мистецтв ім. І. П. Котляревського (класи спеціального фортепіано, імпровізації).
У 1973—2003 викладав у Харківській середній спеціальній музичній школі-інтернаті.
Серед учнів — Н. Золотих, Є. Морозов, О. Романовський, В. Алтухов.
З 2003 мешкав в Ізраїлі.

## Звання
- Лауреат Міжреспубліканського конкурсу (1960, Львів).
- Лауреат 1-го Республіканського конкурсу піаністів ім. М. В. Лисенка (1962, Київ).